# Mount Austin, Antarktis
Mount Austin är ett berg i Antarktis. Det ligger i Västantarktis. Argentina, Chile och Storbritannien gör anspråk på området. Toppen på Mount Austin är 955 meter över havet.
Terrängen runt Mount Austin är kuperad åt sydväst, men åt nordost är den platt. Trakten är obefolkad. Det finns inga samhällen i närheten.